# Gioacchino Ventura
Gioacchino Ventura   (Palerm, 8 de desembre de 1792 - Versalles, 2 d'agost de 1861), nom complet Gioacchino Ventura di Raulica, fou un religiós, filòsof, teòleg i predicador sicilià.
Fou general de l’orde dels teatins. Home d’idees liberals i democràtiques en política i partidari del tradicionalisme en filosofia, exercí una gran influència en el moviment nacionalista sicilià. Exiliat a París, hi tingué molt d’èxit com a predicador.